# Relations entre la Grèce et la Russie
Les relations entre la Grèce et la Russie sont complexes. Les deux États ne partagent pas de frontière commune mais ont une proximité notamment avec une minorité grecque (Pontiques) installée en Ukraine et en Crimée.

## Histoire
Le territoire actuel de la Grèce a fait l'objet d'ambitions par la Russie, à l'exemple du projet grec de Catherine II de Russie. La révolution d'Orloff dans le cadre de la guerre russo-turque de 1768-1774 est aussi lié à l'histoire commune de deux pays.
Les premières relations diplomatiques ont été initié pour la première fois en 1828. À l'indépendance de la Grèce, un parti politique porte même le nom de Parti russe pour défendre les intérêts russes en Grèce, avec l'appui de l'Église orthodoxe.
Un corps expéditionnaire grec, la Légion de volontaires grecs, participe à la guerre de Crimée (1854-1856).
Les relations sont largement défavorables depuis l'annexion de la Crimée par la Russie en 2014, avec des difficultés complémentaires lors d'un incident diplomatique en 2018.
Depuis l'invasion de l'Ukraine par la Russie en 2022, les relations ont atteint un creux historique et des tensions diplomatiques ont éclaté entre les deux pays, à cause de la mort dans des bombardements de personnes issue de la minorité grecque d'Ukraine par les forces russes, notamment près de Marioupol.

## Relations culturelles
Les liens religieux entre les deux nations avec des majorités des deux pays adhérant à l'Église orthodoxe, ont joué un rôle majeur dans la promotion des relations bilatérales. Depuis sa création en 1994, l'Assemblée interparlementaire sur l'orthodoxie (en) basée à Athènes est devenue une institution pertinente dans la promotion des échanges et de la coopération.
Le monastère Saint-Panteleimon est un monastère russe situé en Grèce.

## Relations économiques
La Grèce et la Russie sont membres d'organisations et d'accords internationaux, notamment l'Organisation pour la sécurité et la coopération en Europe (OSCE) et la Organisation de coopération économique de la mer Noire (OCEMN).
Un projet de pipeline nommé pipeline Burgas-Alexandroupoli (en) est à l'étude en Bulgarie et en Grèce et serait un nouveau moyen d'exportation pour les entreprises russes.

## Ambassades
La Grèce dispose d'une ambassade à Moscou et trois consulats généraux : à Moscou, à Saint-Pétersbourg et à Novorossiïsk. La Russie a une ambassade à Athènes et un consulat général à Thessalonique.